# Massacre du château d'Aux
Le massacre du château d'Aux a lieu les 2 avril et 3 avril 1794 au cours de la Terreur et de la guerre de Vendée. Lors de ces deux journées, 209 habitants de Bouguenais, soupçonnés de soutien à la cause royaliste, sont fusillés dans la commune de Saint-Jean-de-Boiseau (aujourd'hui, à La Montagne) par la garnison républicaine du château d'Aux, après un jugement sommaire devant la commission Bignon.

## Rafle des habitants de Bouguenais
Situé alors dans la commune de Saint-Jean-de-Boiseau, aux portes de Nantes, dans le département de Loire-Inférieure, le château d'Aux est constamment tenu par une garnison républicaine sous les ordres de l'adjudant-général Muscar. Dominant les hauteurs, ce petit poste est convoité par les insurgés vendéens car il protège les convois de vivres pour Nantes et assure la liaison avec la fonderie d'Indret. À plusieurs reprises, les Paydrets de La Cathelinière, parmi lesquels figurent les insurgés de Bouguenais, essaient de s'en emparer, sans succès.
Le chemin reliant le château d'Aux à la fonderie d'Indret passe cependant par la commune de Bouguenais, où la population a pris part à l'insurrection vendéenne. À plusieurs reprises des détachements ont à livrer des escarmouches. Ainsi dans les derniers jours de mars, une troupe de cavalerie républicaine subit une attaque sur cette route.
Aussitôt, le commandant du détachement, le maréchal-des-logis Joseph Beilvert, chef de la compagnie des éclaireurs du Bas-Rhin, décide d'exercer des représailles. Originaire de Bouaye, il a été affecté à la garnison du château d'Aux, pour sa connaissance du pays et son zèle révolutionnaire. En pleine nuit, il tombe sur la paroisse de Bouguenais, surprend et rafle 210 hommes et enfants, âgés de 13  à   78 ans, et 22 jeunes filles, âgées de 15  à   24 ans.
Dans ses mémoires, le capitaine Léopold Hugo, père de Victor Hugo, alors âgé de 20 ans et officier dans la garnison du château, laisse un témoignage sur les événements :

« Tous les détachements qui se rendaient du château d'O à Nantes par la traverse qui passe sous Bouquenay, étaient ordinairement attaqués par les habitants de cette commune. Notre cavalerie ayant souffert dans l'une de ces attaques, l'officier supérieur qui commandait la colonne dont elle faisait partie se retira ; mais au lieu de rentrer au château, il revint de nuit sur Bouquenay, y prit 270 hommes et 22 jeunes filles qu'il nous amena le lendemain. Les écuries, les granges et les greniers, furent remplis de ces malheureux. Les jeunes filles furent déposées dans une chapelle : leur âge était de quinze à vingt-quatre ans. Tel était encore à cette époque l'état de cette affreuse guerre, qu'on ne tombait entre les mains de son ennemi que pour y recevoir la mort. Muscar, embarrassé de ce douloureux trophée, demanda des instructions sur la conduite à tenir dans la circonstance. On lui répondit de garder les prisonniers, et qu'on allait lui envoyer des juges pour examiner leur conduite. Mais, avant l'arrivée de ce tribunal, des ordres nous parvinrent de jeter beaucoup de petites colonnes dans la campagne, et je me trouvai presque seul dans le château, avec un grand nombre de malheureux qui ne se firent remarquer que par leur douce résignation. Je leur parlais du désir que j'avais de les voir libres, mais tranquilles et livrés à la culture de leurs terres. Je leur peignais tous les maux qu'une conduite hostile devait nécessairement attirer sur leurs cantons, et tous me promettaient de suivre mes conseils, s'ils avaient le bonheur d'échapper au malheur qui les menaçait. »

— Joseph Léopold Sigisbert Hugo, Mémoires.

## La commission Bignon
À l'aube, les prisonniers sont ramenés au château d'Aux par Beilvert. Ne sachant qu'en faire, l'adjudant-général Muscar demande aux autorités nantaises des instructions sur le sort à réserver aux captifs. Les révolutionnaires nantais envoient alors la commission Bignon au château d'Aux.
Les jugements commencent le 2 avril, à l'intérieur du château, deux séances sont tenues le premier jour, une autre suit le lendemain. Au cours de l'instruction, la municipalité de Bouguenais envoie neuf délégués afin de fournir des renseignements sur les accusés mais les membres de la commission leur interdisent de parler et six des neuf délégués sont saisis et conduits sur Nantes où ils sont enfermés dans la prison du Sanitat jusqu'au 8 avril, date de leur libération.

« Quelques détachements rentrèrent et nous amenèrent un tribunal spécial nommé à Nantes, pour juger nos prisonniers. À l'opinion qui régnait parmi ses membres, nous nous attendîmes tous à ne leur voir prononcer que la peine capitale. Mes fréquents entretiens avec ces prisonniers m'avaient inspiré pour eux un intérêt que leur simplicité et leurs promesses n'avaient fait qu'accroître. J'osai, au jour du jugement, me présenter devant le tribunal, non pour les défendre, on ne me l'eût pas permis, mais pour demander qu'au lieu de les condamner à la mort, on les envoyât travailler dans les mines de l'intérieur de la France, jusqu'à la pacification qui ne pouvait tarder. Le tribunal m'écouta sans m'interrompre, et son président me répondit que rien n'autorisait les juges à prendre sur eux cette mesure de clémence. »

— Joseph Léopold Sigisbert Hugo, Mémoires.
Les 210 hommes sont jugés sommairement, un seul accusé, Jean Loirant, âgé de 13 ans, est gracié en raison de son jeune âge, la commission déclare tous les autres « atteints et convaincus d'avoir porté les armes contre la république dans l'armée des rebelles ». Ils sont condamnés à mort « conformément à la loi du 19 mars dernier » avec exécution dans les vingt-quatre heures et confiscation de leurs biens par la République. Le plus jeune condamné, Jean Hervot, a 15 ans, trois sont âgés de 17 ans et sept vieillards de 72  à   78 ans figurent également parmi les victimes.

## Les exécutions
Au fur et à mesure des jugements, les condamnés sont conduits par petits groupes à l'extérieur et fusillés près des fosses creusées à proximité du château. Dans ses mémoires, Hugo affirme que 270 prisonniers sont exécutés ; cependant, d'après les notes de la commission Bignon, le nombre total de condamnations à mort est de 209, : le premier jour sont exécutés 152 prisonniers, 57 autres suivent le lendemain.

« Je vis donc, après quelques courtes questions de pure forme, condamner ces 270 infortunés à la peine terrible à laquelle ils s'attendaient : on les conduisit à la mort par petites troupes ; ils la reçurent avec calme, à côté des fosses ouvertes pour les recevoir. J'ai beaucoup fait la guerre, j'ai parcouru de vastes champs de bataille, jamais rien ne m'a tant frappé que le massacre de ces victimes de l'opinion et du fanatisme. »

— Joseph Léopold Sigisbert Hugo, Mémoires.

## Acquittement des femmes
Cependant la commission Bignon est rappelée à Nantes, aussi n'a-t-elle pas le temps de juger 22 jeunes filles encore détenues au château. Avant son départ, le président Bignon demande à l'adjudant-général Muscar de former une commission militaire pour les juger. Ce dernier obtempère et désigne le capitaine Hugo comme président et quelques officiers comme juges. Les accusées sont soumises à un interrogatoire, mais au terme des délibérations, les officiers votent à l'unanimité pour l'acquittement et la mise en liberté. Les jeunes filles sont relâchées et renvoyées chez elles,.

« À peine ces malheureux furent-ils condamnés, que le tribunal reçut ordre de retourner à Nantes. Le président pria Muscar de faire juger les jeunes filles par une commission militaire ; et cet officier, désirant les sauver, me nomma, quoique bien jeune encore, pour présider ce tribunal, certain que je ne démentirais pas les sentiments d'humanité qu'il me connaissait. Il n'osa point influencer la nomination des autres membres, mais il me pria de tout faire pour les apitoyer sur les infortunées dont le sort était remis entre nos mains.
Un vieux sous-lieutenant du 13e de Seine-et-Oise, nommé Fleury, s'il m'en souvient bien, homme sombre et taciturne, devant opiner le premier, je craignis que sa voix n'influençât défavorablement les autres juges, et je crus, avant de la lui demander, devoir, après la rentrée des prévenues dans la chapelle, représenter au tribunal qu'il était bien pénible pour des militaires, d'être appelés à prononcer sur le sort de malheureuses victimes de la guerre ; qu'il l'était plus encore quand les jugements devaient tomber sur des jeunes filles qui ne pouvaient avoir pris aucune part aux hostilités ; sur des infortunées qui toutes versaient déjà des larmes de sang par suite des événemens affreux dont nous venions d'être témoins, et dont elles ne pouvaient douter, puisque tous les feux meurtriers avaient retenti jusqu'à elles. J'engageai les juges à bien se recueillir, à ne chercher aucun modèle de conduite, et à prononcer d'après leur cœur.
Alors ce vieil officier, que je craignais tant, dit à haute voix et sans sortir de son caractère : « Je me suis fait militaire pour combattre des hommes, et non pour assassiner des femmes. Je vote la mise en liberté des vingt-deux prévenues, et leur renvoi immédiat chez elles. » Cette opinion, qui m'aurait précipité dans les bras du brave homme si j'avais osé le faire, fut appuyée de suite par un lieutenant de la légion nantaise qui le suivait, et bientôt une heureuse unanimité ouvrit les portes de la chapelle à ces enfants tous à genoux ; à ce jeune troupeau qui aujourd'hui peut-être entretient encore de ses terreurs et de sa joie inespérée la nombreuse postérité qui doit en être issue.
Muscar vint alors remercier le tribunal de sa généreuse conduite, et nous exprimer ses regrets que les 270 prisonniers qui venaient de périr n'eussent pas été soumis à un arrêt aussi doux que le nôtre. Cependant, qui le croirait, des hommes prévenus ou mal informés ont fait planer sur ce brave officier l'accusation d'avoir lui-même nommé le tribunal à qui Bouquenay doit sa dépopulation. »

— Joseph Léopold Sigisbert Hugo, Mémoires.